# Ildefonso Falcones

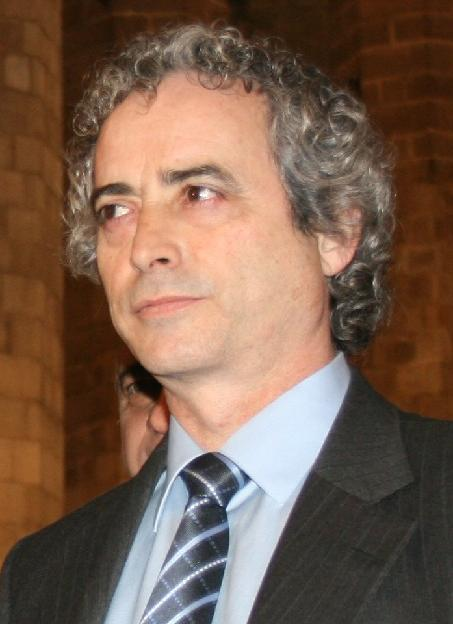
Ildefonso Falcones (2008)

Ildefonso Falcones de Sierra (* 1959 in Barcelona) ist ein spanischer Schriftsteller.

## Leben
Falcones arbeitet in Barcelona als Anwalt und leitet dort seine eigene Kanzlei. Neben seiner beruflichen Tätigkeit, bei der er sich in die mittelalterliche Rechtsgeschichte Kataloniens vertiefte, entstand in fünfjähriger Arbeit sein Erstlingswerk Die Kathedrale des Meeres, ein im Mittelalter angesiedelter historischer Roman vor dem Hintergrund des Baus der Kirche Santa Maria del Mar.
Seit seinem Erscheinen Ende 2006 verkaufte sich das Buch in Spanien bislang zwei Millionen Mal. Inzwischen ist es übersetzt in mehr als 30 Ländern erschienen, so im Dezember 2007 auch in Deutschland.
Sein zweiter Roman Die Pfeiler des Glaubens erschien 2009 in Spanien und 2010 in Deutschland. In ihm erzählt Falcones anhand der fiktiven Lebensgeschichte des Protagonisten Hernando Ruiz die Geschichte der Morisken in Andalusien vom Aufstand in den Alpujarras (1568) über die Bleibücher vom Sacromonte bis zur endgültigen Ausweisung der Morisken aus Spanien (1609–1611).
Sein dritter Roman La reina descalza (2013) erschien 2014 unter dem Titel Das Lied der Freiheit auf Deutsch.
Falcones ist ehemaliger spanischer Juniorenmeister im Springreiten und bis heute aktiver Reitsportler.

## Schriften
- Die Kathedrale des Meeres (orig.: La Catedral del Mar, Grupo Editorial Random House Mondadori, S.L. 2006), aus dem Spanischen von Lisa Grüneisen, Frankfurt am Main: Scherz/S. Fischer Verlag 2007, ISBN 978-3-502-10097-3 (Platz 1 der Spiegel-Bestsellerliste vom 21. Januar bis zum 24. Februar 2008)
- Die Pfeiler des Glaubens  (orig.: La Mano de Fátima, zu deutsch: Die Hand Fatimas, Verlag Grijalbo, Barcelona 2009), aus dem Spanischen von Stefanie Karg, C. Bertelsmann Verlag 2010, ISBN 978-3-570-10045-5
- Das Lied der Freiheit (orig.: La Reina Descalza, zu deutsch: Die barfüßige Königin, Random House Mondadori S.A., 2013), C. Bertelsmann Verlag 2013, ISBN 978-3-328-10020-1.
- Die Erben der Erde (orig. Los herederos de la tierra ,2016) , C. Bertelsmann Verlag 2018, ISBN 978-3-570-10354-8.
- Die Tränen der Welt (orig.: El pintor de almas, Grijalbo, Barcelona 2019), C. Bertelsmann Verlag 2021, ISBN 978-3-570-10426-2.